# Dirty Pair: Project Eden
The Dirty Pair: Project Eden (яп. ダーティペア 劇場版 Да:ти Пэа Гэкидзё: бан, Грязная парочка: киноверсия) — полнометражный аниме-фильм 1986 года режиссёра Коити Масимо, производства студии Sunrise.

## Сюжет
Остановив группировку контрабандистов Видзориума Кэй и Юри, Милые Ангелы (более известны как Грязная Парочка), отправляются на миссию в Адзерну, планету, богатую Визориумом, минералом, которые необходимы для космических путешествий. Их посылают, чтобы остановить таинственные атаки на добычу полезных ископаемых, когда правительства всего мира указывают пальцами и обвиняют друг друга. В то время как пара купается, Карсон Д. Карсон, бывший член группировки, которых они остановили на своей последней миссии, прерывая, проваливаясь через вентиляционное отверстие. Пока Кэй и Юри выходят из ванн и расспрашивают Карсона, на них нападают странные инопланетные монстры, которые вынуждают Ангелов бежать, оставляя своё оборудование позади и надев только полотенца.
Милые Ангелы вынуждены вступить в союз с Карсоном, чтобы остановить доктора Уоттсмана, безумного учёного, стремящегося вывести долгую дремлющую инопланетную расу в её окончательную эволюционную форму. После того, как они были захвачены им, выяснилось, что Карсон действительно пытался получить редкое вино времён Второй мировой войны. Он вынужден сражаться с Бруно, слугой доктора Уоттсмана. Кэй является свидетелем драки и первоначально считает, что Карсон убит им, но позже обнаруживает, что он выжил. Кэй, Юри и Карсон взяли Уоттсмана и Бруно под стражу. Тем не менее, он случайно активирует его оборудование, и Садингас по всей планете пробуждаются, вызывая хаос.

## В ролях
- Юри: Саэко Симадзу
- Кэй: Кёко Тонгю
- Карсон Д. Карсон: Кацудзи Мори
- доктор Уоттсман: Тикао Ёцука
- Главный менеджер: Осаму Кобаяаси
- Бруно: Току Нисио
- Мугхи: Наоки Макисима
- Гуллей: Икуя Саваки
- Рита / Сандра: Кадзуэ Комия

## Саундтрек
Опенинг: Мики Мацубара — Safari Eyes
Закрывающая тема: Мики Мацубара — Pas De Deux